# لگرنا
لگرنا (به یونانی: Λεγρενά) در روستایی توریستی در استان آتیک است که ۳۲ کیلومتری جنوب پایتخت یونان، آتن قرار دارد. سازمان حقوق عمومی اتحادیه اروپا در لگرنا واقع است.

## جاذبه‌های توریستی
- کلیسای الوسیا باکره
- پلاژ عمومی پارالیا
- پلاژ برهنگی لگرنا ۴
- پلاژ برهنگی کاپه ۱ و ۲